# Dalekie (przystanek kolejowy)
Dalekie (biał. Далёкія, ros. Далекий) – przystanek kolejowy w miejscowości Dalekie, w rejonie lidzkim, w obwodzie grodzieńskim, na Białorusi.